# Michel Bez
Pour les articles homonymes, voir Bez.
Michel Bez (né le 15 mars 1951 à Toulouse et décédé le 21 septembre 2018 à Sète) est un artiste peintre et lithographe français spécialisé dans les marines, peintre officiel de la Marine depuis le 1er mai 1987 et titularisé le 1er mai 1999. Il vécut au 4, rue de Turin dans le 8e arrondissement de Paris avant de s'installer à Sète.

## Biographie
Docteur en droit, il s'est tourné vers la peinture par vocation et la Marine nationale en saisissant l'occasion de devenir peintre officiel de la Marine. Il a enseigné l'optique plastique, le dessin et l'analyse de l'image à l'École d'application des élèves officiers de Marine à bord du porte-hélicoptères Jeanne d'Arc de 1993 à 1995, puis à HEC de 1995 à 2000.
Il a illustré plusieurs ouvrages, dont certains sur des navires de la Marine française.
Depuis 2002, il dessine des timbres-poste pour la poste française. Ses premières réalisations sont les deux timbres de l'émission conjointe Australie-France pour le bicentenaire de la rencontre des explorateurs Nicolas Baudin et Matthew Flinders.
Il est décédé le 21 septembre 2018.

## Œuvres et expositions

### Portfolios
- En 2010, pour la collection Des bateaux et des hommes créée par Cristel Éditeur d'Art, Michel Bez réalise la lithographie « La Jeanne d'Arc, Ambassadrice de France » présentée dans un portfolio. Tiré à 290 exemplaires, celui-ci rassemble cette lithographie originale et un texte de Christophe Penot numérotés et signés à la main par l’artiste et l'auteur.
- En 2010, Michel Bez réalise la lithographie du portfolio « Inoubliable Jeanne d'Arc » créé par Cristel Éditeur d'Art. Tiré à 45 exemplaires pour saluer les 45 campagnes du « mythe amiral de la Marine française », ce portfolio rassemble cette lithographie originale et un texte inédit de Didier Decoin, tous deux numérotés et signés à la main par l’artiste et l'auteur.

### Timbres-poste
- Les deux timbres français de l'émission « Bicentenaire de la rencontre des explorateurs Nicolas Baudin et Matthew Flinders », émission conjointe avec l'Australie, France, 5 avril 2002.
- « Le paquebot Queen Mary 2 », France, 15 décembre 2003.
- « Le golfe du Morbihan », France, 6 mai 2005.
- « Jules Verne - Les voyages extraordinaires », série et bloc de six timbres d'après six des romans de la série des « voyages extraordinaires », France, 28 mai 2005.
- Bloc Jardins de France : jardin Albert Kahn à Boulogne-Billancourt et parc de la Vallée-aux-Loups à Châtenay-Malabry, 24 avril 2006.
- Bloc Jardins de France : parc de la Tête d'Or à Lyon, 30 avril 2007.

### Réception critique
- « Le regard de Michel Bez plonge dans ses racines et dans sa grande culture de la vie. À travers l'inventaire de différents éléments qui composent ses surfaces, ses plans, à travers un jeu subtil d'ombres et de lumières, une gamme infinie de correspondances, il poursuit la recherche d'un idéal avec lequel on peut vivre en conformité. Ainsi se présente le combat, toujours renouvelé, une histoire d'amour toujours à inventer, entre l'homme et les éléments. » - Cristina Baron, conservatrice adjointe du musée de la Marine[4]

### Expositions personnelles
- Galerie du Rempart, Toulouse, 1977.
- Galerie Simone Bordet, Paris, 1981.
- Galerie Alain Blondel, Paris, 1985, 1994.
- Les marines de navires de guerre de Michel Bez pour la maison Heller, Musée national de la Marine de Brest, avril-juin 1999[5].
- Galerie Dock Sud, Sète, septembre-octobre 2009[6].
- Galerie Perrotte, Dieppe, mars 2011.
- L'univers de Michel Bez, espace Rex, Le Pouliguen, août-septembre 2014[7],[8].
- Michel Bez - Ex-voto, chapelle de la Victoire, Valognes, septembre 2014[9].
- Michel Bez, « Emblemata Sacra », Centre Cristel Éditeur d'Art, Saint-Malo, du 26 septembre au 5 décembre 2015[10],[11].
- Mairie de Josselin, décembre 2017.

### Expositions collectives
- Salon de la Marine, à partir de 1983.
- De Bonnard à Baselitz, dix ans d'enrichissements du cabinet des estampes, Bibliothèque nationale de France, 1992[12].
- Les peintres officiels de la Marine font escale à l'Assemblée nationale, palais Bourbon, Paris, septembre-octobre 2001[13].
- 7e Biennale de la peinture de Nevers - Michèle Battut, Michel Bez, Philippe Lejeune, Marcel Mouly..., Nevers, 2003-2004.
- Mistral et Tonnerre, navire de demain, Musée national de la Marine, Paris, octobre 2004 - juin 2006[14].
- Les peintres officiels de la Marine, Tour Bellanda, Nice, août 2007[15].
- Les peintres officiels de la Marine en escale à Bénodet, Musée du bord de mer, Bénodet, août-septembre 2010[16].
- Philatélie et liberté, hôtel de ville de Boulogne-Billancourt, mars 2011.
- Vingt-deux peintres de la Marine, Musée de la mer, Paimpol, 2012[17].
- Les peintres officiels de la Marine, château de l'Hermine, Vannes, juillet-août 2013[18].
- Salon des arts, espace Mathurin-Méheut, Roscoff, novembre 2013.
- Les peintres officiels de la Marine, chapelle du collège Diderot, Langres, avril-mai 2014.
- Sept peintres officiels de la Marine en escale à Sète : Michèle Battut, Michel Bez, Christoff Debusschere, Marie Détrée, Jean Lemonnier, Jacques Rohaut, Anne Smith, Dock Sud, Sète, mars-avril 2018[19].
- Peintres officiels de la Marine - Hommage à Michel Bez, espace Art et Liberté, Charenton, novembre-décembre 2018[20].

## Collections publiques
- Musée national de la Marine, Paris.
- Département des estampes et de la photographie de la Bibliothèque nationale de France, lithographies dont Les péniches, 1977[12].
- Musée maritime de l'île Tatihou, L'île Tatihou, technique mixte, 2010[21].

## Distinctions
- Médaille de bronze, Salon de la Marine, 1983.
- Peintre officiel de la Marine, 1987 (Président des Peintres officiels de la Marine de 2002 à 2015, président honoraire en 2015).
- Médaille de la Défense nationale, échelon bronze, 1994.
- Chevalier de l'ordre des Arts et des Lettres, juillet 2007[22].
- Chevalier de la Légion d'honneur, mars 2012.
- Membre de l'Académie de marine.
- Médaille des cent-dix-ans du Belem.

### Filmographie
- Laurent Grandidier et Bruno Mettetal réalisateurs, Michel Bez, peintre officiel de la Marine, durée : 50 min, DVD Art&Movie, 2007.